# Mèo Oggy và những chú gián tinh nghịch (mùa 3)
Mèo Oggy và những chú gián tinh nghịch - Mùa 3 (tiếng Pháp: Oggy et les Cafards - Saison 3, tiếng Anh: Oggy and the Cockroaches - Season 3) là chương trình Canal+ Family và France 3

## Mùa 3 (2008)[1]
| Tổng hợp số tập | Số tập | Tên tập phim (tiếng Việt)      | Tên tiếng Anh                                | Được viết bởi      | Nghệ sĩ kịch bản bởi |
| --------------- | ------ | ------------------------------ | -------------------------------------------- | ------------------ | -------------------- |
| 157             | 1      | Con bạch tuộc                  | Octopus                                      | Hugo Gittard       | Hugo Gittard         |
| 158             | 2      | Cừu mèo                        | Sheepcat                                     | Hugo Gittard       | Hugo Gittard         |
| 159             | 3      | Người gác đêm                  | Night Watchmen                               | Hugo Gittard       | Hugo Gittard         |
| 160             | 4      | Những con gián bị bỏ rơi       | Abandoned Cockroaches                        | Hugo Gittard       | Hugo Gittard         |
| 161             | 5      | Bữa tiệc hạng sang             | V.I.P. Party                                 | Hugo Gittard       | Hugo Gittard         |
| 162             | 6      | Lặn biển                       | Scuba Diving                                 | Olivier Jean-Marie | Guillaume Le bois    |
| 163             | 7      | Oggy và đôi giày ma thuật      | Oggy and the Magic Shoes                     | Olivier Jean-Marie | Olivier Jean-Marie   |
| 164             | 8      | Sòng bạc                       | Casino                                       | Hugo Gittard       | Fred Mintoff         |
| 165             | 9      | Ông già Noel Oggy              | Santa Oggy                                   | Hugo Gittard       | Hugo Gittard         |
| 166             | 10     | Cứ cưới đi!                    | Just Married!                                | Hugo Gittard       | Fred Mintoff         |
| 167             | 11     | Cà rốt sống                    | Living Carrots                               | Olivier Jean-Marie | Thierry Gérard       |
| 168             | 12     | Mèo bị bỏ lại                  | Castaway Cats                                | Hugo Gittard       | Thomas Szabo         |
| 169             | 13     | Người rừng Amazon              | Trans-Amazonian                              | Olivier Jean-Marie | François Reczulski   |
| 170             | 14     | Chuyến bay đầu tiên            | First Flight                                 | Hugo Gittard       | Jean-Luc Abiven      |
| 171             | 15     | Bất khả chiến bại              | Invincible                                   | Les Naufragés      | François Reczulski   |
| 172             | 16     | Trái ngược                     | Inside Out                                   | Olivier Jean-Marie | François Reczulski   |
| 173             | 17     | Chú gián vô giá                | Priceless Roaches                            | Olivier Jean-Marie | Thierry Gérard       |
| 174             | 18     | Thế giới bên dưới              | The World Underneath                         | Olivier Jean-Marie | Thomas Szabo         |
| 175             | 19     | Quả trứng vàng                 | Golden Eggs                                  | Olivier Jean-Marie | François Reczulski   |
| 176             | 20     | Mối hủy diệt                   | Termite-ator                                 | Hugo Gittard       | Fred Mintoff         |
| 177             | 21     | Cuộc chiến mini-Golf           | The Mini-Golf War                            | Hugo Gittard       | François Reczulski   |
| 178             | 22     | Oggywood                       | Oggywood                                     | Olivier Jean-Marie | François Reczulski   |
| 179             | 23     | Cưỡi ngựa                      | Horse Ride                                   | Olivier Jean-Marie | François Reczulski   |
| 180             | 24     | Con cua của Oggy               | Oggy's Crab                                  | Olivier Jean-Marie | François Reczulski   |
| 181             | 25     | Sự trốn tránh                  | The Fugitive                                 | Hugo Gittard       | Fred Mintoff         |
| 182             | 26     | Tổ tiên                        | The Ancestor                                 | Hugo Gittard       | Fred Mintoff         |
| 183             | 27     | Chuyện lướt sóng               | Surf's On                                    | Olivier Jean-Marie | François Reczulski   |
| 184             | 28     | Ai giữ thì lấy                 | Hold Up                                      | Olivier Jean-Marie | Jean-Luc Abiven      |
| 185             | 29     | Yêu thích một chiếc bánh Pizza | Fancy a Pizza (Oggy Pizza Express in remake) | Hugo Gittard       | Fred Mintoff         |
| 186             | 30     | Bà ngoại của Oggy              | Oggy's grandma                               | Olivier Jean-Marie | Fred Mintoff         |
| 187             | 31     | Bị nhốt bên ngoài              | Locked Outside                               | Olivier Jean-Marie | François Reczulski   |
| 188             | 32     | Bài học từ hoạt hình           | Cartoon Lesson                               | Olivier Jean-Marie | François Reczulski   |
| 189             | 33     | Xấu, bẩn và tốt                | Ugly, Dirty and Good                         | Olivier Jean-Marie | Fred Mintoff         |
| 190             | 34     | Chuyển nhà                     | Moving Out                                   | Olivier Jean-Marie | Thierry Beurcq       |
| 191             | 35     | Rắc rối to                     | Deep Trouble                                 | Olivier Jean-Marie | François Reczulski   |
| 192             | 36     | Công thức 1                    | Formula 1                                    | Olivier Jean-Marie | François Reczulski   |
| 193             | 37     | Nhân đôi Oggy                  | Oggy's Double                                | Olivier Jean-Marie | Fred Mintoff         |
| 194             | 38     | Phục vụ và Bảo vệ              | To Serve and Protect                         | Hugo Gittard       | Thierry Beurcq       |
| 195             | 39     | Ve sầu và chú gián             | The Cicada and the Cockroach                 | Olivier Jean-Marie | Fred Mintoff         |